# Elena Nevado del Campo
Elena Nevado del Campo   (Càceres, 26 de gener de 1967) és una política espanyola pertanyent al Partit Popular. Va exercir d'alcaldessa de Càceres després de sortir elegida en les eleccions municipals de 2011, fins a finalitzar el seu segon mandat el juny de 2019. En les eleccions generals de 2011 va concórrer com a candidata al Senat per la província de Càceres, càrrec que va exercir fins al 12 de juny de 2015 quan va ser obligada a renunciar a causa de l'acord d'investidura al qual va arribar amb Ciutadans per a ser investida per segona vegada.